# Chenjerai Hove
Chenjerai Hove (Mazvihwa, 9 febbraio 1956 – Stavanger, 12 luglio 2015) è stato un poeta, scrittore, saggista, giornalista e attivista dei diritti umani zimbabwese.

## Biografia
Critico della politica del governo di Robert Mugabe, visse gli ultimi anni della sua vita in esilio.

## Opere
Chenjerai Hove ha pubblicato numerosi romanzi, raccolte di poesie e raccolte di saggi e riflessioni, in lingua inglese; quello che segue è un elenco parziale delle sue opere.
- Up In Arms, poesie, 1982
- Red Hills of Home, poesie, 1984
- Bones, romanzo, 1988
- Shadows, romanzo, 1991
- Shebeen Tales, raccolti di articoli, 1989
- Rainbows in the Dust, poeesie, 1997
- Guardians of the Soil, raccolta di riflessioni, 1997
- Ancestors, romanzo, 1997
- Desperately Seeking Europe (coautore), saggi sull'identità europea, 2003
- Palaver Finish, saggi sulla politica e la società dello Zimbabwe, 2003
- Blind Moon, poesie, 2004
- The Keys of Ramb, racconto per bambini, 2004